# ISU-152
O ISU-152 (em russo:  Самоходная установка на базе танка ИС с орудием калибра 152мм, ИСУ-152, transl. Samokhodnaya ustanovka na baze tanka IS s orudiyem kalibra 152mm, ISU-152, que significa "Canhão autopropulsado baseado no tanque IS com um canhão de 152mm, ISU-152") é um canhão autopropulsado soviético desenvolvido e usado durante a Segunda Guerra Mundial. Foi apelidado não-oficialmente de Zveroboy (em russo:  Зверобой; "matador de feras") em resposta à entrada em serviço de vários grandes tanques e canhões alemães, incluindo o Tiger e Panther. Como o canhão do ISU-152 era montado em uma casamata, mirá-lo era difícil e tinha que ser feito reposicionando todo o veículo usando as lagartas. Portanto, foi usado como artilharia móvel para dar suporte a ataques de infantaria e blindados mais móveis. Ele continuou em serviço na década de 1970 e foi usado em diversas campanhas e países.

## História

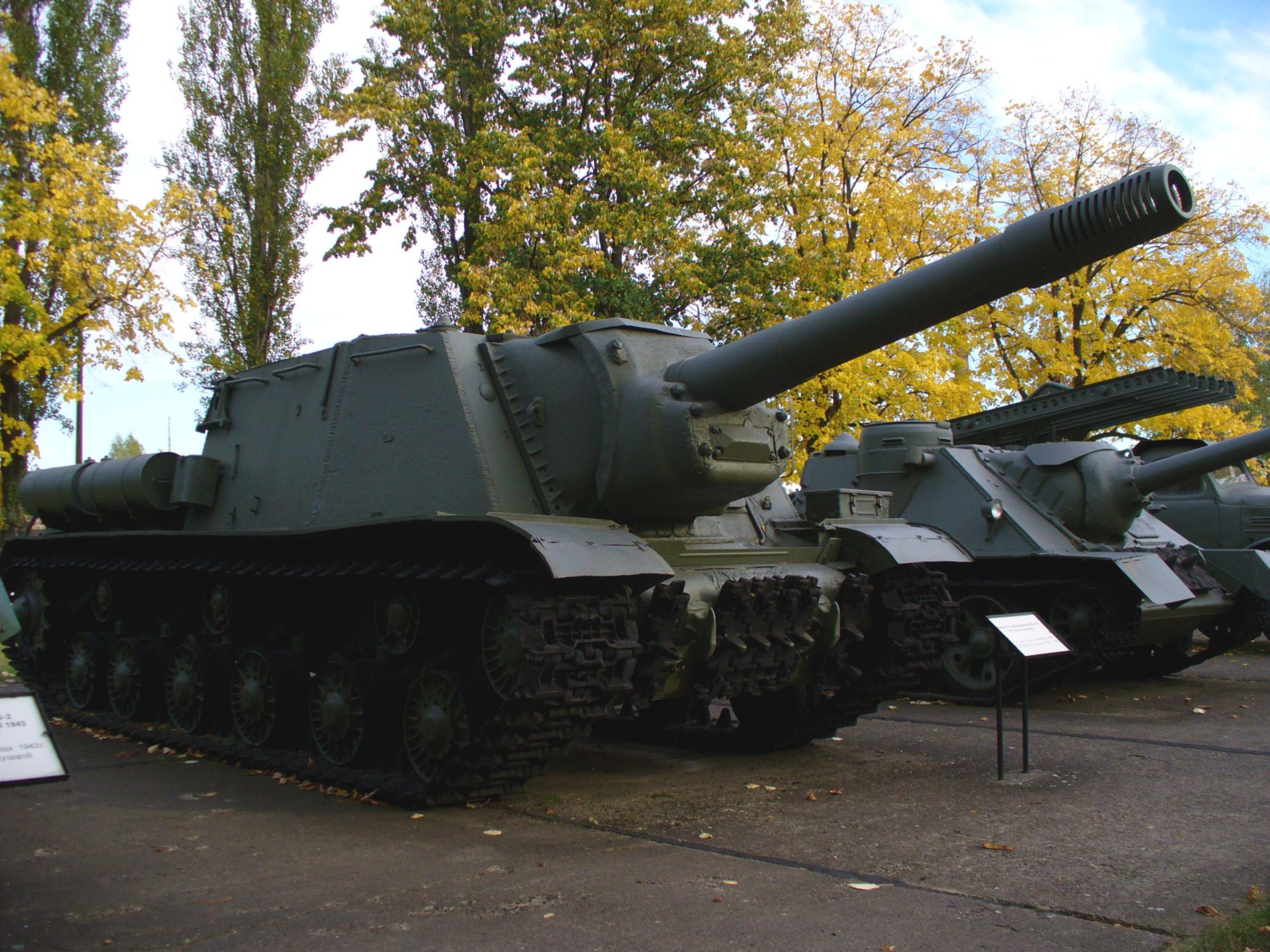
Um ISU-152 exibido em Karlshorst, em Berlim, na Alemanha.

O início do ISU-152 ocorreu em 24 de janeiro de 1943, quando o primeiro protótipo do SU-152 foi revelado. Este era um canhão-obuseiro de 152mm totalmente fechado no chassi do tanque KV-1S. Foi designado Объект 236 ("Objeto 236"). O Objeto 236 foi concluído na Fábrica nº 100 em Chelyabinsk e foi testado com sucesso de 24 de janeiro a 7 de fevereiro de 1943. Em 14 de fevereiro, o veículo foi adotado e colocado em produção sob a designação KV-14 (кв -14); em abril de 1943, a designação foi alterada para SU-152 (СУ -152).
Embora o SU-152 tenha obtido sucesso em combate, a produção do chassi do tanque KV-1S estava terminando, o que tornou necessária a modernização do veículo, utilizando o novo chassi do tanque IS. Em 25 de maio de 1943, a administração da Fábrica nº 100 ordenou a modernização do SU-152, que incluiu maior proteção de blindagem e outras melhorias. O desenvolvimento começou em julho de 1943, sob a supervisão de Josef Kotin, o projetista-chefe dos tanques pesados soviéticos, e GN Moskvin como projetista principal.
O novo projeto, designado IS-152 (ИС -152), foi testado de setembro a novembro de 1943. Os testes revelaram um grande número de deficiências, o que o levou de volta para novas melhorias. Em 6 de novembro de 1943, foi emitida uma ordem para adoção da variante melhorada, sob o ISU-152 (ИСУ-152) designação, e em dezembro a produção começou na Fábrica de Chelyabinsk Kirovsk, substituindo o SU-152.

## Projeto

Posições dos tripulantes no ISU-152: 1. Motorista 2. Comandante 3. Artilheiro 4. Operador de culatra 5. Municiador.

Em 15 de abril de 1942, no plenário do comitê de artilharia, onde foi discutido o desenvolvimento de canhões de assalto para apoio à infantaria, foi reconhecida a necessidade de também desenvolver canhões de assalto capazes de destruir posições fortificadas. A intenção era que esses canhões de assalto fossem armados com um canhão-obuseiro de 152,4mm e usado para penetração na defesa inimiga nas operações ofensivas planejadas para 1942-1943. Isso resultou no desenvolvimento do Objeto 236 e, eventualmente, do SU-152, cujo conceito foi posteriormente continuado e desenvolvido com o ISU-152.
O ISU-152 seguiu o mesmo desenho da maioria dos outros canhões autopropulsados soviéticos. O casco totalmente blindado era dividido em dois compartimentos: compartimento de combate para a tripulação, canhão e munição na parte frontal do casco, e motor e transmissão na parte traseira. O canhão foi montada ligeiramente à direita do centro, com um deslocamento limitado de 12 graus para a esquerda e para a direita. A tripulação era composta por quatro ou cinco homens colocados na superestrutura. Três membros da tripulação estavam à esquerda do canhão: o motorista na frente, depois o artilheiro e, por último, o municiador. O comandante do veículo e o operador de fechadura (que operava a culatra do canhão) ficavam à direita: o comandante na frente e o operador de fechadura atrás. Quando a tripulação era composta por quatro homens, o carregamento era feito pelo operador da fechadura.
A suspensão consistia em doze barras de torção para as seis rodas de cada lado. As rodas dentadas de transmissão ficavam na parte traseira, e as polias intermediárias dianteiras eram idênticas às rodas de estrada. Cada esteira era composta por 90 ligações. Havia três tanques de combustível internos, dois na área da tripulação e um no compartimento do motor. Estes geralmente eram complementados com quatro tanques de combustível externos não-conectados. Fontes de alimentação elétrica de 12 e 24 volts vieram de um gerador de kW alimentando quatro baterias acumuladoras.
Para observação do interior, todas as escotilhas do teto tinham periscópios e havia duas miras de canhão: telescópica ST-10 (СТ-10) e panorâmica. Para comunicação da tripulação, foi instalado um intercomunicador TPU-4-BisF, e para comunicação entre veículos, havia um único rádio 10R ou 10RK. Eles eram melhores que os equipamentos soviéticos no início da guerra, mas ainda eram inferiores aos equivalentes alemães.
A tripulação recebeu duas submetralhadoras PPSh com 1.491 tiros e 20 granadas F-1 para autodefesa de curto alcance.
O ISU-152 era armado com o mesmo canhão do SU-152, mas usava o casco do tanque IS-1 em vez do KV-1S. Mais tarde na guerra, o ISU-152 foi ainda mais aprimorado. Ele usou o casco do tanque IS-2 ou IS-2 modelo 1944, a blindagem do mantelete foi aumentada, o canhão foi substituído por variantes mais novas, um 12,7×108 Uma metralhadora antiaérea DShK de 1,5 mm foi instalada na escotilha dianteira direita e, mais tarde, sua capacidade de munição foi aumentada, o conjunto de rádio 10R foi atualizado para um 10RK e a capacidade de combustível foi aumentada.
Alguns ISU-152 foram equipados com tanques de combustível externos ainda maiores, dois tanques no convés do casco traseiro, além dos quatro tanques de combustível externos — 90 litros cada, no máximo — ou com dois tanques de combustível externos adicionais menores, na parte traseira do casco. Esta opção provavelmente estava disponível para as variantes ISU-152 do pós-guerra.
Entre dezembro de 1943 e maio de 1945, 1.885 ISU-152 foram construídos. A produção em massa cessou em 1947, com 3.242 veículos produzidos no total.
A modernização do ISU-152 do pós-guerra incluiu a instalação de miras de visão noturna, a substituição do motor V-2IS pelo V-54K, a metralhadora de 12,7mm foi substituída por uma variante mais nova, a capacidade de munição aumentou para 30 tiros, blindagem adicional, melhorias automotivas e aumento significativo da capacidade de combustível principal.

## Variantes
A variante inicial foi desenvolvida em 1943. A designação da fábrica era Objeto 241 (Объект 241). Estava armado com o canhão-obuseiro ML-20S (МЛ-20С) de 152,4 mm, modelo 1937, com um comprimento de cano de mais de 4,2 metros (27,9 calibres). Este canhão tinha um alcance máximo de 6.200 metros. O projétil perfurante, pesando 48,78kg, tinha uma velocidade inicial de 600 metros por segundo (m/s) e uma penetração máxima de 125 milímetros (4,9 pol) de blindagem homogênea enrolada (RHA) a 90° a uma distância de 500 metros. A cadência de tiro era de 2 a 3 tiros/min. O ISU-152 carregava 21 tiros de munição perfurante e altamente explosiva de duas peças (obus e carga). As versões posteriores do ISU-152 tinham um canhão mais novo com um cano um pouco mais longo, de até 4,9 metros (32,3 calibres), com um alcance máximo de tiro de até 13.000 metros.
O ISU-152 teve diferentes versões, com mudanças no canhão (versões posteriores), no número de escotilhas ou no casco (com base no casco dos tanques IS-1, IS-2 ou IS-2 modelo 1944). As versões baseadas no IS-2 tinham um escudo de canhão mais grosso e um tanque de combustível maior. Até maio de 1944, o armamento principal era o canhão-obuseiro ML-20 modelo 1937 de 152,4mm. O ISU-152 tinha uma cadência de tiro de 2-3 tiros/min. As primeiras versões tinham três escotilhas no teto da superestrutura e uma escotilha de emergência na parte inferior do casco, atrás do assento do motorista, que tinha uma cobertura blindada. Versões posteriores tinham uma quarta escotilha redonda no teto da superestrutura à direita, ao lado da escotilha retangular à esquerda.

### ISU-152-2
ISU-152BM (ИСУ-152БМ), às vezes chamado de ISU-152BM-1 ou ISU-152-1, com a designação de fábrica Objeto 246 (Объект 246), foi um protótipo único desenvolvido em abril de 1944 na Fábrica nº 100 na tentativa de aumentar o poder de fogo do ISU-152. O "BM" ("БМ") na designação significa "Alta Potência" ("Большой Мощности"). O principal objetivo do ISU-152BM era lutar contra caça-tanques fortemente blindados, como o Elefant e o Jagdtiger. Ele estava armado com o canhão de cano longo BL-8 (БЛ-8) de 152,4mm, que, diferentemente do canhão do ISU-152, não era um canhão-obuseiro. O canhão tinha um alcance máximo de 18.500 metros, com o obus alto explosivo de 43,56kg que tinha uma velocidade inicial de 800m/s. O comprimento total do canhão era de mais de 8 metros, com um comprimento de cano de 7.620m (50 calibres). O projétil perfurante, pesando 48,78kg, tinha uma velocidade inicial de 850m. Durante o teste de disparo em placas de blindagem com diferentes espessuras, o ISU-152BM penetrou com sucesso um máximo de 203mm de RHA a 90° em alcances de até 2.000m. Entretanto, durante os testes em julho de 1944, o canhão apresentou algumas deficiências, como dificuldade de operação pela tripulação, falta de confiabilidade do freio de boca e do bloqueio da culatra, e desempenho insatisfatório dos obuses. Além disso, o canhão, projetando-se muito adiante da frente do casco, limitava a manobrabilidade do veículo. O canhão autopropulsado carregava 21 cartuchos de munição de duas peças (obus e carga) e tinha uma cadência de tiro de 2 tiros por minuto. Usou o motor, a transmissão, o equipamento de rolagem e o equipamento elétrico do ISU-122. Em agosto de 1944, o canhão BL-8 foi substituído pelo canhão de cano longo BL-10 (БЛ-10) de 152,4mm, com um cano ligeiramente mais curto de 7,392 metros (48,5 calibres). Este canhão veicular foi designado ISU-152-2 (ИСУ-152-2). A designação da fábrica era Objeto 247 (Объект 247). Também foi equipado com tanques de combustível externos. O canhão tinha um freio de boca modificado e um bloqueio de culatra semiautomático. Tinha uma cadência de tiro de 3 tiros/min. O BL-10 tinha um alcance máximo de 18.000 metros, com o projétil altamente explosivo de 43,56kg. Em dezembro de 1944, o ISU-152-2 passou por testes, revelando que a resistência do cano e o ângulo de orientação horizontal eram insatisfatórios. O canhão foi enviada para melhorias adicionais, mas não foi concluído antes do fim da guerra. O veículo nunca foi adotado. Após a guerra, a terceira modificação final e mais aprimorada do ISU-152-2 foi concluída. O canhão tinha um alcance máximo de 19.500 metros, usando um obus de alto explosivo de 48,5 quilos com uma velocidade inicial de 880 metros por segundo.

### Objeto 704

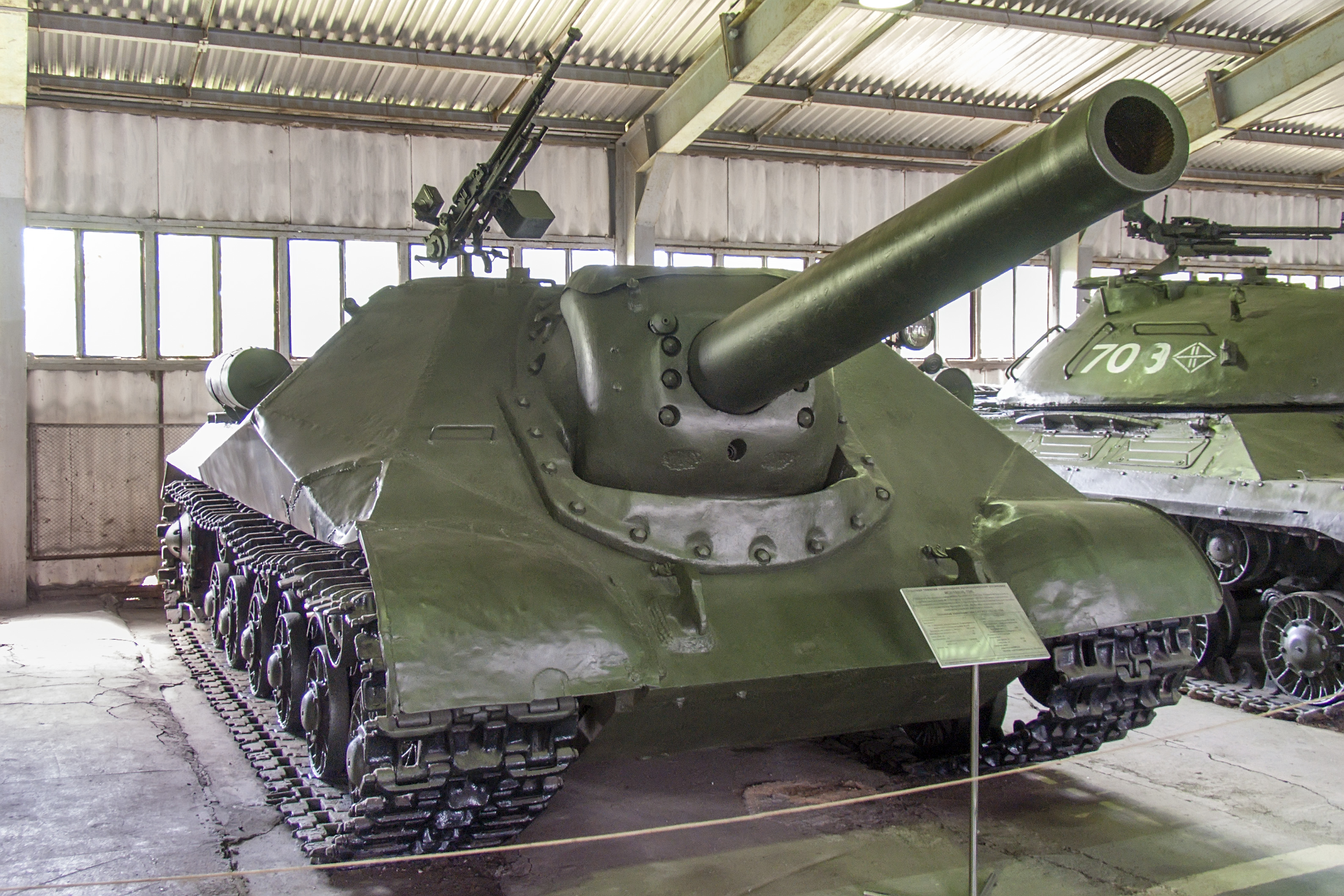
Objeto 704.

Objeto 704 (Объект 704) foi a designação de fábrica para um protótipo de canhão autopropulsado desenvolvido em 1945. Também conhecido como Kirovets-2, foi desenvolvido no chassi do Kirovets-1, o protótipo inicial do projeto que se tornou o IS-3. A altura total do veículo foi reduzida para 2.240 milímetros, o que foi compensado com um aumento na largura da superestrutura. Estava armado com o canhão-obuseiro ML-20SM de 152,4mm modelo 1944 (МЛ-20СМ обр. 1944 г.), com um comprimento de cano de mais de 4,5 metros (29,6 calibres) e sem freio de boca. Tinha um alcance máximo de 13.000 metros. O canhão autopropulsado carregava 20 cartuchos de munição perfurante e de alto explosivo de duas peças (obus e carga). O projétil perfurante, pesando 48,78 quilogramas, tinha uma velocidade inicial de 655 metros por segundo. A cadência de tiro era de 1-2 tiros/min. O Objeto 704 tinha quatro escotilhas no teto da superestrutura e uma escotilha de emergência na parte inferior do casco, atrás do assento do motorista, que tinha uma cobertura blindada. O canhão autopropulsado carregava dois tanques de combustível externos de 90 litros, não conectados ao sistema de abastecimento. O armamento secundário do veículo de combate consistia em duas metralhadoras DShK de 12,7×108mm, uma antiaérea e uma coaxial. A proteção foi aumentada colocando blindagem mais espessa em ângulos mais radicais. Na área do canhão, onde o mantelete se combinava com a frente do casco atrás dele e o alojamento do mecanismo de recuo, a espessura da blindagem era de 320 milímetros. O Objeto 704 foi o mais bem protegido de todos os canhões autopropulsados soviéticos experimentais ou de produção da Segunda Guerra Mundial. Entretanto, a inclinação radical das paredes da superestrutura combinada com o aumento do recuo do canhão, devido à falta de freio de boca, complicou significativamente o trabalho da tripulação e, por esse motivo, não foi adotado.

### ISU-152K

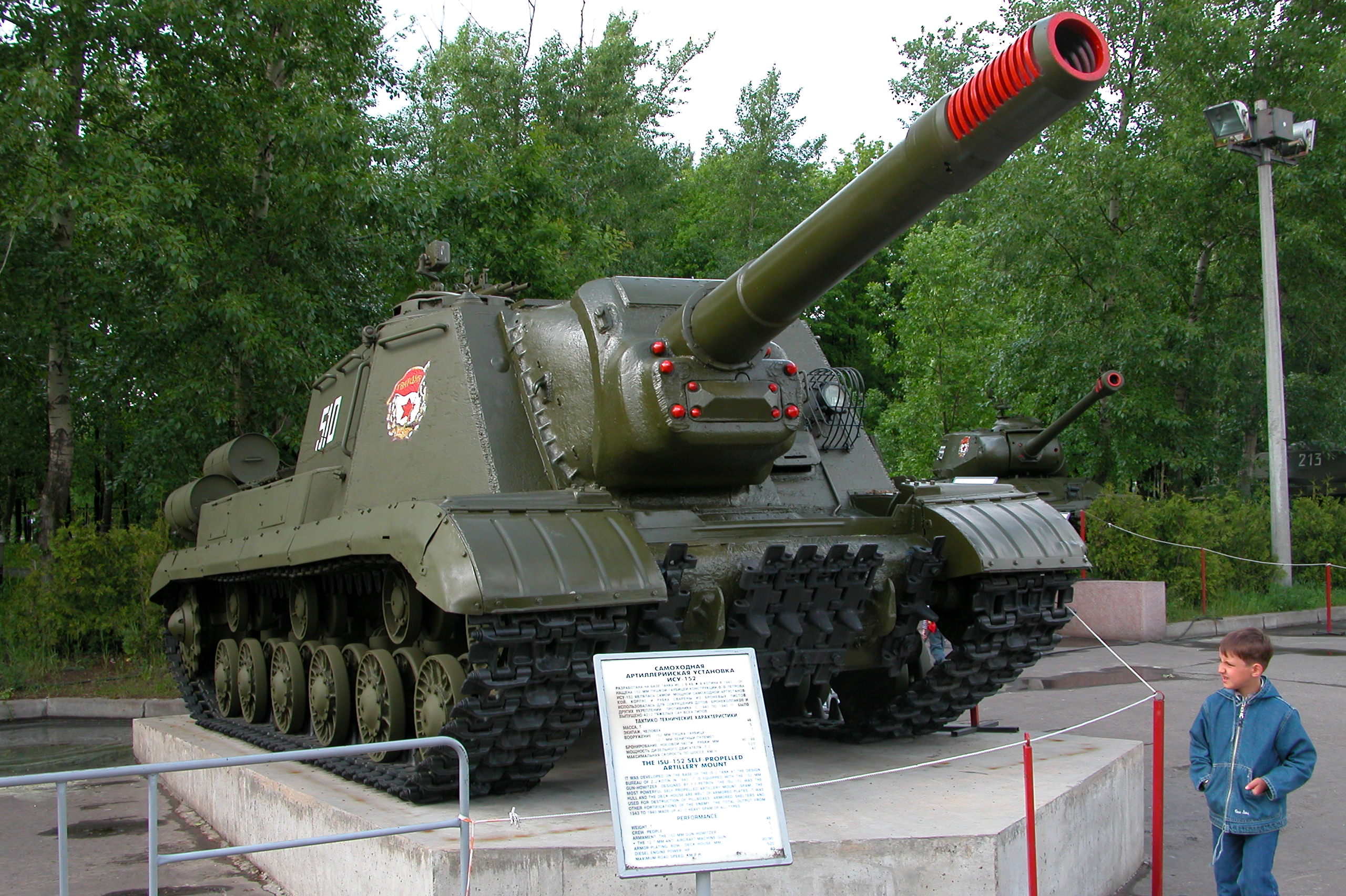
ISU-152K no Parque da Vitória em Moscou, na Rússia.

O Objeto 241K (Объект 241К) era a designação de fábrica para uma variante modernizada do ISU-152 de guerra, desenvolvido em 1956. Ele usava um novo motor, o do T-54, com sistema de refrigeração e aquecedor. A capacidade do tanque de combustível interno principal foi aumentada para 920 litros, o que acrescentou 500 quilômetros para a autonomia do veículo na estrada. A capacidade de munição foi aumentada para 30 tiros após a remoção de um tanque de combustível interno adicional colocado no compartimento da tripulação. O canhão tinha um alcance máximo de 13.000 metros. Recebeu uma nova cúpula do comandante e também novas miras. O equipamento rolante utilizou muitos elementos do T-10. O mantelete tinha um anel de blindagem adicional protegendo a mira. Alguns dos ISU-152K receberam uma placa de blindagem adicional de 15mm soldada em cima da placa de blindagem de 60mm que cobria o mantelete acima. Além disso, alguns deles receberam uma placa de blindagem adicional soldada na parte frontal do mantelete superior. A modernização foi realizada na Fábrica Kirov de Leningrado.

### ISU-152M
O ISU-152M foi a variante final do ISU-152, desenvolvido em 1959. O trabalho foi então transferido para a Usina Kirovsk de Chelyabinsk. Essa modernização foi paralela ao programa IS-2M e o ISU-152M utilizou muitos elementos do tanque. A designação de fábrica era Objeto 241M (Объект 241М). As inovações incluíam miras de visão noturna e maior capacidade de armazenamento de munição para a metralhadora de 12,7mm, que foi substituída pela DShKM aprimorada, e melhorias automotivas internas. Ele tinha a mesma cúpula de comandante e miras do ISU-152K. Ele também tinha a mesma capacidade do tanque interno principal de combustível, 920 litros, adicionando 500km de autonomia do veículo na estrada em comparação ao ISU-152, e uma capacidade de munição aumentada para 30 tiros devido à remoção de um tanque de combustível interno. O canhão tinha um alcance máximo de 13.000 metros. O anel que protegia a mira estava presente, e a blindagem da parte frontal do mantelete superior foi aumentada ainda mais com uma placa de blindagem adicional mais espessa. O ISU-152M tinha o mesmo motor V-54K com aquecedor, mas não tinha sistema de refrigeração.

## Emprego
O canhão autopropulsado ISU-152 combinava três funções de batalha: canhão de assalto pesado, caça-tanques pesado e artilharia autopropulsada pesada. O canhão de 152,4mm usava uma série de munições potentes (obus e de carga). Algumas dessas munições tinham um projétil de alto explosivo de 43,56kg, ou um projétil perfurante de blindagem de 48,78kg, ou a mais pesada de todas, a munição perfurante de concreto de longo alcance 53-G-545 (53-Г-545) com um obus de 56kg. O ISU-152 foi usado para apoio de infantaria e tanques no ataque a posições inimigas fortificadas em uma função de fogo direto, para apoio de artilharia no campo de batalha em uma função de fogo indireto e para engajamento contra veículos blindados em uma função de fogo direto.

### Canhão de assalto pesado
Como um canhão de assalto pesado, o ISU-152 foi uma arma extremamente valiosa em operações de combate urbano, como a Batalha de Berlim, Budapeste e Königsberg. A excelente proteção blindada do veículo finalmente proporcionou ao canhão de 152,4mm boa proteção contra a maioria dos canhões antitanque alemães, permitindo que ele avançasse em direção ao fogo antitanque direto, enquanto os enormes obuses de baixa velocidade e alto poder explosivo eram excelentes para explodir até mesmo os pontos fortes mais pesadamente fortificados e reforçados do inimigo. Tais ações seriam muito mais perigosas e muito menos eficazes para uma peça de artilharia rebocada convencional, com sua alta exposição da tripulação e baixa mobilidade, ou mesmo um tanque, com seus canhões principais menores. Ao dar apoio aos tanques, as táticas usuais do ISU-152 eram usadas na segunda linha da ordem de ataque, de 100 a 200 metros atrás dos tanques atacantes, que geralmente eram tanques do Isef Stalin com igual mobilidade.
O ISU-152, assim como o antigo SU-152 e o contemporâneo ISU-122, foi empregado por Regimentos Independentes de Artilharia Pesada Autopropulsada. Entre maio de 1943 e 1945, 53 desses regimentos foram formados. Muitos deles eram regimentos de tanques reformados e empregavam táticas de fogo direto semelhantes às usadas pelos tanques para dar apoio à infantaria. Cada um dos regimentos pesados tinha 21 canhões, divididos em quatro baterias de artilharia de cinco veículos e o veículo do comandante. Para apoio, esses regimentos pesados tinham alguns veículos não-blindados suplementares, como caminhões, jipes ou motocicletas. Em dezembro de 1944, foram formadas as Brigadas de Artilharia Pesada Autopropulsada da Guarda, para fornecer apoio de fogo pesado aos exércitos de tanques. Elas foram organizadas seguindo o modelo de brigadas de tanques, cada uma com 65 canhões autopropulsados ISU-152 ou ISU-122.
Para minimizar os riscos de ser eliminado por unidades equipadas com Panzerfaust durante operações urbanas, o ISU-152 geralmente atuava em destacamentos de um ou dois veículos ao lado de grupos de combate de infantaria para proteção. O GC de infantaria incluiria um atirador especialista, alguns submetralhadores e, às vezes, um lança-chamas. A metralhadora DShK de alto calibre do ISU-152 também era útil para mirar em atiradores do Panzerfaust escondidos nos andares superiores de prédios das cidades ou atrás de coberturas protetoras e barricadas defensivas. O trabalho em equipe eficaz entre a tripulação do ISU-152 e a infantaria de apoio permitiu que eles atingissem seus objetivos com perdas mínimas, mas se tais táticas não fossem seguidas, os veículos de ataque eram facilmente atacados e destruídos, geralmente através da blindagem mais fraca no teto ou no compartimento traseiro.

### Destruidor de tanques pesado

Pantera atingida por um obus de alto explosivo ISU-152.

O ISU-152 também poderia operar como um eficaz caça-tanques pesado. Embora não tenha sido projetado para essa função, o veículo herdou o apelido de Zveroboy ("matador de feras") de seu antecessor, o SU-152, por sua capacidade de destruir com segurança os veículos de combate alemães mais bem protegidos: o tanque Panther, os tanques Tiger I e Tiger II, e até mesmo os raros caça-tanques Elefant e Jagdtiger. O simples peso dos obuses de 152,4mm resultava em uma cadência de tiro extremamente baixa, de apenas dois a três tiros por minuto, e não eram tão precisos a longo alcance quanto os canhões de tanques e antitanques de alta velocidade. No entanto, o efeito da explosão maciça da ogiva de alto explosivo era capaz de explodir completamente a torre de um tanque Tiger. Um impacto direto geralmente destruía ou danificava as lagartas e a suspensão do alvo, imobilizando-o. Embora o obus de 152mm de baixa velocidade e alto explosivo geralmente não penetrasse blindagens pesadas, ele frequentemente matava ou feria gravemente a tripulação por meio de estilhaços dentro do casco, bem como ferimentos causados por concussão de explosão. Devido à natureza quebradiça do aço dos tanques alemães durante os últimos estágios da guerra, era comum que as placas de blindagem impactadas se quebrassem devido à explosão de concussão, ou que as linhas de solda se rompessem, permitindo que toda a peça da blindagem caísse. A tripulação sobrevivente muitas vezes ficava com um veículo imobilizado, que tinha que ser abandonado às pressas antes de ser destruído.
Para operações antitanque após a Batalha de Kursk em julho de 1943, munição perfurante foi desenvolvida, visando dar ao obus uma capacidade antitanque mais tradicional. No entanto, essas munições eram caras, escassas e apenas moderadamente mais eficazes do que as munições padrão de alto explosivo não penetrantes. Como obus, o ML-20S trocava velocidade e precisão por peso e distância de lançamento, e não foi projetado para competir com verdadeiros canhões antitanque. Às vezes, a munição perfurante de concreto era usada para a função antitanque. Uma munição de carga oca primitiva, com um obus de 27,44kg, também foi desenvolvida. Tinha uma penetração máxima de 250mm de RHA a 90°, mas não foi usada durante a guerra.
A blindagem frontal inclinada de 90mm do ISU-152, em contraste com os 65mm do SU-152, fornecia excelente proteção frontal contra o canhão KwK 40 de 75mm da onipresente família Panzer IV e StuG em todas as distâncias, exceto nas mais curtas, ao mesmo tempo em que forçava o Tiger I original, com seu alardeado canhão KwK 36 de 88mm, a distâncias próximas a médias para penetrar com sucesso no veículo, anulando sua tradicional superioridade de longo alcance e colocando-o dentro do alcance efetivo dos tanques médios soviéticos T-34-85.
O ISU-152 não era um verdadeiro caça-tanques construído para esse fim. Ele tinha uma cadência de tiro muito baixa quando comparado a caça-tanques especializados, como o alemão Jagdpanther ou o soviético SU-100, que conseguiam disparar uma breve rajada de cinco a oito tiros por minuto. No entanto, antes da introdução do SU-100, ele era o único veículo blindado soviético capaz de enfrentar os tanques pesados alemães com algum tipo de confiabilidade, e sua capacidade de desempenhar múltiplas funções significava que ele era produzido em números muito maiores do que o SU-100. A atenção à camuflagem, a rápida realocação entre posições de tiro e as emboscadas em massa de quatro ou cinco veículos disparando em salva contra os flancos de um único alvo reduziram a desvantagem da baixa cadência de tiro.

### Artilharia autopropulsada
O ISU-152 também foi usado algumas vezes como artilharia autopropulsada para apoio no campo de batalha e bombardeios preparatórios, embora tivesse um alcance de fogo médio e uma velocidade lenta de recarga. O exército soviético não havia desenvolvido veículos especializados para esse propósito. Seus tanques e unidades mecanizadas estavam bem equipados com artilharia rebocada, mas os canhões rebocados eram muito vulneráveis em movimento e não podiam dar suporte a tanques e infantaria motorizada durante avanços rápidos em posições inimigas, especialmente quando não tinham o desenho blindado totalmente fechado de veículos como o ISU-152.
O armazenamento interno era limitado a apenas 20 ou 21 cartuchos de munição, com cartuchos extras geralmente armazenados no convés traseiro. O reabastecimento de munição do veículo levou mais de 40 minutos e exigiu um municiador muito forte, devido ao grande tamanho e peso dos obuses - mais de 40kg. A mira telescópica ST-10 usada para tiro direto foi graduada até 900m. Uma segunda mira panorâmica foi usada para fogo direto de até 3.500m de alcance sem fogo direto. No entanto, era problemático para o artilheiro alternar entre os dois. Para compensar, era mais simples concentrar o fogo de vários veículos no alvo, sacrificando a precisão pelo volume de poder de fogo. Os obuses de alto explosivo eram grandes o suficiente para destruir até mesmo um veículo fortemente blindado, ou uma fortificação com obuses de longo alcance, ainda mais pesados, capazes de perfurar concreto. O complemento usual de munição era 13 de alto explosivo e 7 perfurantes de blindagem ou concreto.
| Munição                                             | Tipo de munição                 | Tipo de obus                                     | Peso do obus | Penetração (máxima)                                                    | 1.000 metros  | 1.500 metros | 2.000 metros |
| --------------------------------------------------- | ------------------------------- | ------------------------------------------------ | ------------ | ---------------------------------------------------------------------- | ------------- | ------------ | ------------ |
| 53-OF-540                                           | Alto explosivo de longo alcance | obus de aço de canhão                            | 43,56kg      |                                                                        |               |              |              |
| 53-OF-530                                           | Alto explosivo de longo alcance | obus de aço de obuseiro                          | 40kg         |                                                                        |               |              |              |
| 53-BR-540                                           | Perfurante de blindagem         | obus de nariz pontiagudo (sem cápsula balística) | 48,78kg      | 125mm de RHA em 90° (a 500 metros)                                     | 115mm (123mm) | 105mm        | 90mm         |
| 53-BR-540B (adotado no final de 1944)               | Perfurante de blindagem         | obus de nariz chato (com uma cápsula balística)  | 46,5kg       | 130mm de RHA a 90° (a 500 metros)                                      | 120mm         | 115mm        | 105mm        |
| 53-BP-540 (não utilizado na Segunda Guerra Mundial) | Perfurante de blindagem         | carga oca                                        | 27,44kg      | 250mm de RHA a 90° (220mm a 30° da vertical) (120mm a 60° da vertical) |               |              |              |
| Modelo naval, 1915/1928                             | Semi-perfurante de blindagem    |                                                  | 51,07kg      | 136mm de RHA a 90° (a 100 metros) (128mm a 500 metros)                 | 119mm         | 111mm        | 105mm        |
| 53-G-530                                            | Alto explosivo de longo alcance | obus de obuseiro                                 | 40kg         | cerca de 1 metro de concreto armado                                    |               |              |              |
| 53-G-545                                            | Alto explosivo de longo alcance | obus de canhão                                   | 56kg         |                                                                        |               |              |              |

A penetração da blindagem pode variar entre lotes de munição e diferentes blindagens homogêneas laminadas.

## Serviço militar soviético
- Segunda Guerra Mundial
  - Frente Oriental
  - Guerra de Continuação
  - Guerra Soviética-Japonesa
    - Invasão da Manchúria
- Revolução Húngara

## Serviço militar estrangeiro

### Finlândia
Em junho de 1944, durante a Guerra da Continuação, um ISU-152 capturado foi usado pelos militares finlandeses. Foi abandonado durante o contra-ataque em Kärstilänjärvi após receber vários tiros de tanques médios soviéticos T-34-85. Isso foi resultado direto da falta de experiência e treinamento da tripulação finlandesa com o ISU-152. Outro capturado foi reparado em Varkaus, na Finlândia, mas nunca entrou em combate.

### Polônia

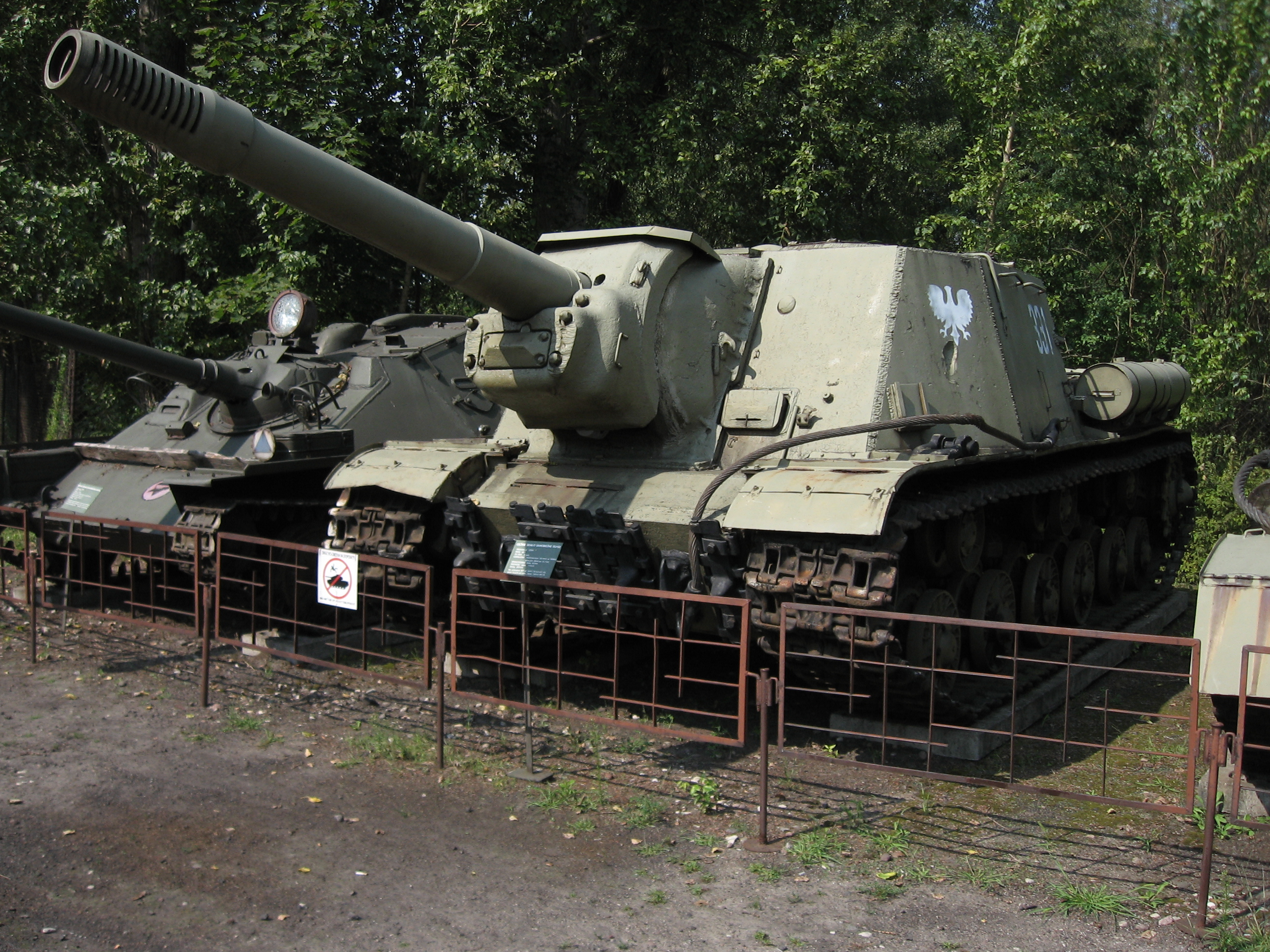
ISU-152 polonês exibido no Muzeum Polskiej Techniki Wojskowej em Varsóvia.

Em 1944, mais de 30 ISU-152 foram entregues ao Exército Popular da Polônia. Pouco depois, os militares poloneses criaram o 25º Regimento de Artilharia Autopropulsada Polonês, que consistia em 10 ISU-152 e 22 ISU-122. Como parte do 1º Corpo de Tanques Polonês (que operava tanques T-34-76 e T-34-85), o regimento participou de ações de combate ao longo do Rio Nysa, localizado no sudoeste da Polônia, em março de 1945. Nos primeiros meses de 1945, o comando polonês começou a formar outro regimento de ISU-152, mas com poucos veículos, o recém-formado 13º Regimento de Artilharia Autopropulsada Polonês recebeu dois ISU-152 e duas baterias compostas por SU-85. Este regimento participou da Batalha de Berlim entre abril e maio de 1945.
Após a Segunda Guerra Mundial, os ISU-152 permaneceram em serviço nas forças armadas polonesas até o início da década de 1960.

### Tchecoslováquia
Como parte da assistência militar da União Soviética a países amigos ou pró-soviéticos ao redor do mundo, alguns ISU-152 foram transferidos para o exército tchecoslovaco após a Segunda Guerra Mundial, que os operou até o final da década de 1950. Por várias décadas, foi o veículo blindado mais pesado do Exército Popular da Tchecoslováquia, que os utilizou para testar obstáculos antitanque recentemente desenvolvidos.

### Romênia
Um exemplar capturado durante a Segunda Guerra Mundial. O Exército Romeno recebeu 20 ISU-152 durante a década de 1950; eles foram designados para as unidades de artilharia das 6ª, 7ª e 57ª divisões de tanques do Exército Romeno. Eles eram conhecidos como T-152 no serviço romeno.

### Iugoslávia
O Exército Iugoslavo tinha apenas um ISU-152 em seu inventário. Este único veículo foi abandonado por unidades da 2ª Frente Ucraniana do Exército Vermelho Soviético em 1944. Em 1946, membros do primeiro batalhão da 2ª Brigada de Tanques da Iugoslávia, liderados pelo oficial técnico Stojimir Ilijevic – Guerrilha, recuperou o canhão autopropulsado após cinco dias de trabalho. Como um veículo único, foi usado pela Escola de Tanques do Exército em Bela Crkva. Depois de ser retirado do serviço, este único ISU-152 iugoslavo acabou como um alvo de treinamento no campo de tiro de Manjača.

### China

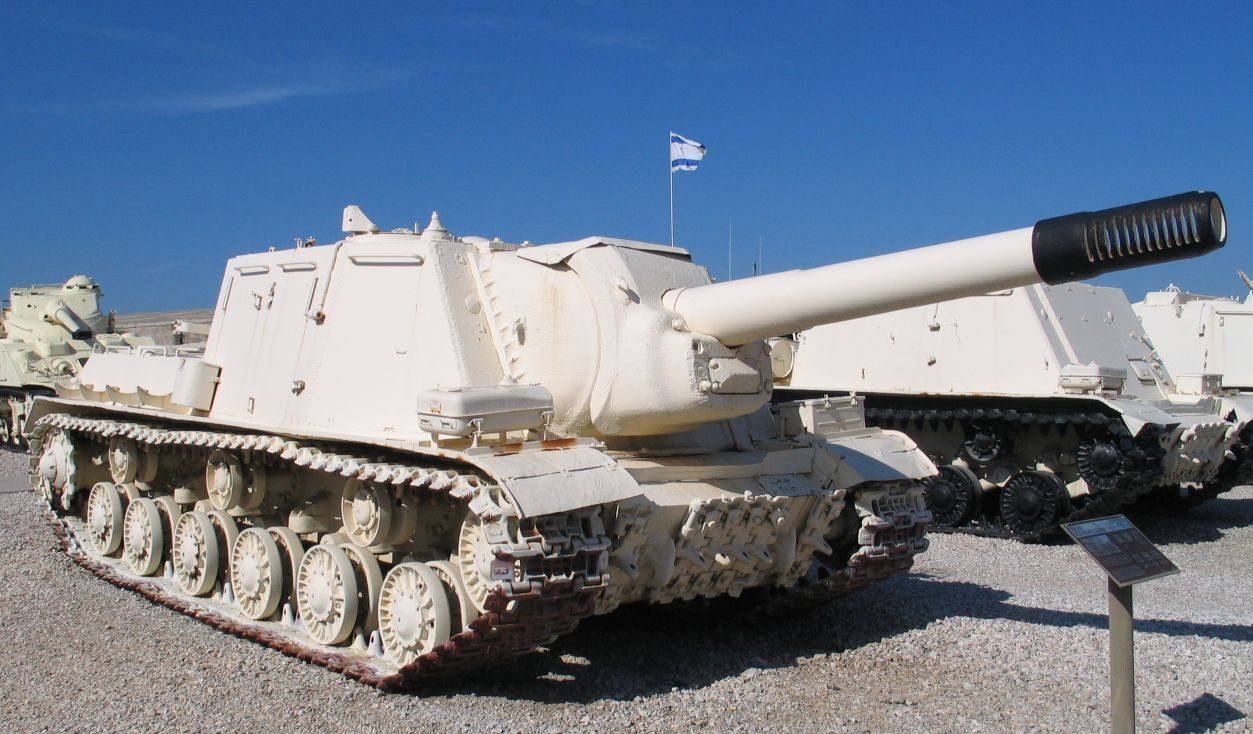
ISU-152 egípcio capturado no Museu de Yad la-Shiryon, em Israel.

Em 1955, o Exército Soviético saiu de Dalian, no nordeste da China, encerrando oficialmente 10 anos de ocupação militar. Todas as armas e equipamentos deixados pela União Soviética foram vendidos ao Exército de Libertação Popular da China, incluindo 67 ISU-152; 45 foram doados à recém-criada 1ª Divisão Mecanizada do ELP.

### República Popular Democrática da Coreia

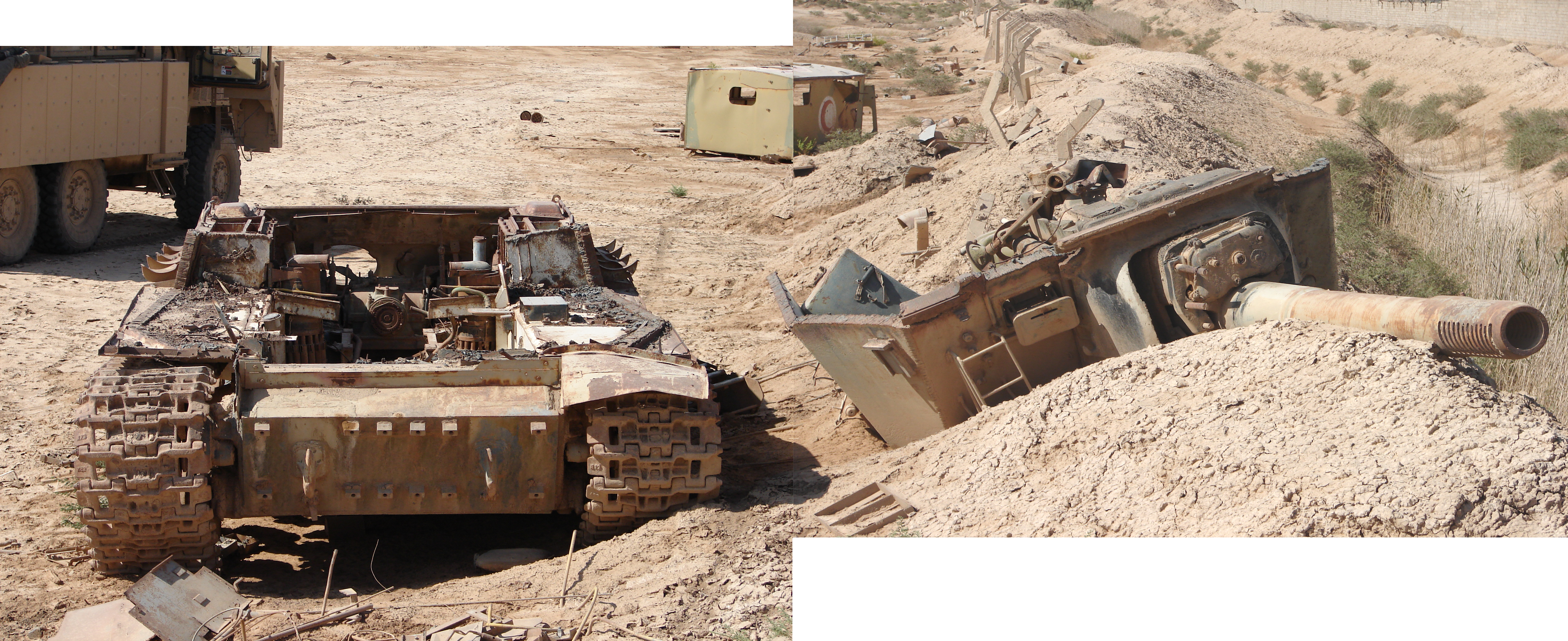
Um ISU-152 destruído no Campo de Fallujah, no Iraque.

Durante e após a Guerra da Coreia, os ISU-152 foram operados pelo Exército Popular Coreano da RPDC. A Coreia do Norte ainda usa o ISU-152 em unidades ativas e de reserva, no entanto, o número real é desconhecido.

### Egito
No início da década de 1960, os militares egípcios receberam pelo menos um regimento de ISU-152. Eles foram usados durante os conflitos árabe-israelenses entre 1967 e 1973. Eles mostraram-se em grande parte ineficazes e vários foram capturados pelas Forças de Defesa de Israel; um deles está agora em exposição no Museu de Yad la-Shiryon.

### Iraque
Alguns exemplos sobreviventes estavam operacionais durante a Guerra Irã-Iraque e a Primeira Guerra do Golfo.

## Sobreviventes e memoriais
O ISU-152 pode ser visto, exibido ou simplesmente localizado em diferentes museus e memoriais ao redor do mundo. Alguns foram usados para criar monumentos.
- Museu Histórico Militar de Artilharia, Engenheiros e Corpo de Comunicações, São Petersburgo, Rússia
- Museu Central das Forças Armadas, Moscou, Rússia
- Museu Histórico Militar de Veículos Blindados de Combate e Equipamentos em Kubinka, Kubinka, Rússia
- Memorial da Montanha Sapun, Sebastopol, Ucrânia
- Museu Nacional da História da Ucrânia na Segunda Guerra Mundial, Kiev, Ucrânia – Dois veículos, um dos quais foi grosseiramente modificado com um canhão D-25T sobressalente e rotulado como ISU-122.
- Museu do Exército Polonês, Varsóvia, Polônia
- Museu da Guerra Blindada, Poznań, Polônia
- Museu Técnico Militar, Lešany, República Tcheca
- O Memorial e Museu do Corpo Blindado em Latrun, Latrun, Israel
- Museu da Linha Stalin, Minsk, Bielorrússia
- Museu Estatal Bielorrusso de História da Grande Guerra Patriótica, Minsk, Bielorrússia
- Museu de Blindados de Parola, Parola, Finlândia
- Museu Alemão-Russo Berlim-Karlshorst, Karlshorst, Berlim, Alemanha
- Memorial do Parque da Vitória, Saratov, Rússia
- Memorial do Parque da Vitória, Moscou, Rússia
- Museu de Tanqus do Povo, Distrito de Changping, Pequim, República Popular da China.
- Museu Imperial da Guerra, Duxford, Cambridgeshire, Inglaterra – Agora vendido para colecionador particular.
- Museu Real das Forças Armadas e História Militar, Bruxelas, Bélgica – Não está mais presente em Bruxelas, a maioria dos tanques foi transferida para outros museus na Bélgica.
- Museu Australiano de Blindados e Artilharia, Cairns, Austrália.